# Pro memoria (часопис)
Pro memoria: гласило друштвене организације „Монографија” (мађ. A Szabadkai Monográfia társadalmi szervezet közlönye) био је двојезични (српскохрватско-мађарски) стручни часопис који је излазио од 1986. до 1990. године. Доносио је прилоге из политичке и културне историје Суботице истакнутих локалних научних стваралаца. Значајан је и по томе што је у наставцима објављивао превод „Историје слободног краљевског града Суботице” Иштвана Ивањија.
Од 1986. до 1990. године изашло је укупно 9 бројева. Први број је изашао јула 1986, други новембра 1986, трећи априла 1987, четврти децембра 1987, пети 15. априла 1988, шести 30 септембра 1988, седми 15. маја 1989, осми 15. марта 1990, девети 20. новембра 1990. године.   